# 磚紅櫛鱗鰨
磚紅櫛鱗鰨為輻鰭魚綱鰈形目鰨亞目鰨科的其中一種，為熱帶海水魚，分布於中東太平洋馬克薩斯群島海域，棲息深度4-9公尺，體長可達6.4公分，棲息在沙石底質海灣及岩石底質礁坡，生活習性不明。